# Suippe
Suippe – rzeka we Francji, przepływająca przez tereny departamentów Marna i Aisne, o długości 81,7 km. Stanowi dopływ rzeki Aisne.